# District de Radom
1939–1945
Entités suivantes :
- Voïvodie de Radom

Le district de Radom (allemand : Distrikt Radom) est l'un des quatre premiers districts administratifs créés par les nazis après l'occupation allemande de la Pologne pendant la Seconde Guerre mondiale. Entité administrative du gouvernement général de Pologne, il borde à l'ouest le Reichsgau Wartheland et la Haute-Silésie orientale,.
 